# Lektionar 9
Lektionar 9 (nach der Nummerierung von Gregory-Aland als sigla ℓ 9 bezeichnet) ist ein griechisches Manuscript des Neuen Testaments auf Pergamentblättern. Mittels Paläographie wurde es auf das 13. Jahrhundert datiert.

## Beschreibung
Der Kodex enthält Lektionen aus den Evangelien nach Johannes, Matthäus und Lukas. Es ist ein Lektionar (Evangelistarium). Es wurde in griechischen Minuskeln auf 260 Pergamentblättern (30 × 23,8 cm) geschrieben. Jede Seite hat 2 Spalten und 24 Zeilen.
Ursprünglich gehörte das Manuskript Colbert, wie auch die Lektionare ℓ 7, ℓ 8, ℓ 10, ℓ 11 und ℓ 12.
Es wurde von Johann Jakob Wettstein und  Johann Martin Augustin Scholz untersucht.
Der Kodex befindet sich in der Bibliothèque nationale de France unter der Signatur Gr. 307 in Paris.